# استهداف سفينة مارلين لواندا
استهداف مارلين لواندا هي عملية قامت بها القوات المسلحة اليمنية الموالية لحركة أنصار الله الحوثيون في 26 يناير 2024، خلال أزمة البحر الأحمر ،استهدفت العملية ناقلة الوقود البريطانية مارلين لواندا خلال إبحارها في خليج عدن بعدد من الصواريخ البحرية ما تسبب باشتعال حريق على متن السفينة لعدة ساعات، وقالت القوات المسلحة اليمنية الموالية لحركة أنصار الله إن الهجوم يأتي في إطار الرد على "العدوان الأمريكي البريطاني على اليمن وانتصارا لمظلومية الشعب الفلسطيني".

## خلفية
سفينة مارلين لوانداهي ناقلة نفط بُنِيَت في 2018 تمتلكها شركة سنتيك مارين وتدار من قبل الشركة البريطانية "أوسيونيكس للخدمات المحدودة" بنيابة عن شركة ترافيجورا التي يقع مقرها الرئيسي في سنغافورة.

## الهجوم
أعلنت هيئة عمليات التجارة البحرية البريطانية في يوم 26 يناير 2024 وقوع حادثة على بعد 60 ميلا بحريا من جنوب شرق مدينة عدن اليمنية، وفي نفس اليوم أعلنت القوات المسلحة اليمنية الموالية لحركة أنصار الله الحوثيين في اليمن استهداف نقلة نفط بريطانية تحمل اسم مارلين لواندا خلال إبحارها في خليج عدن باستخدام صواريخ بحرية وأكدت أن الصواريخ أصابت السفينة بشكل دقيق ومباشر، وأكدت شركة الأمن البحري البريطانية أمبري إصابة السفينة بصاروخ تسبب باندلاع حريق فيها وأشارت إلى أن طاقم السفينة لم يصب في الهجوم، وفي يوم 27 يناير 2024 أعلنت شركة ترافيجورا المشغلة للسفينة إخماد الحريق المندلع في السفينة وأكدت سلامة الطاقم.